# Acrobasis fallouella
Acrobasis fallouella is een vlinder uit de familie snuitmotten (Pyralidae). De wetenschappelijke naam is voor het eerst geldig gepubliceerd in 1871 door Ragonot.
De soort komt voor in Europa.